# Йошинкан Айкидо
Йошинкан айкидо е името на доджото в айкидо, което Гозо Шиода избира. То е и доджото, което баща му е имал и където е канил инструктори от различни будо да преподават.
Йошинкан означава място за развиване на духа. Преподаваното от Шиода Сенсей айкидо е по-близко до Айки-джуджуцу, т.е. техниките и духа, които той е усвоил по време на обучението си при Морихей Уешиба преди Втората световна война.
Шиода Сенсей сформира Йошинкан айкидо, защото е почувствал, че тренировъчният процес се нуждае от последователност и съгласуваност между отделните елементи, затова създава структуриран метод, при който начинаещите ученици изучават основни техники и движения. Техниките са раздробени на отделни елементи, което подпомага процеса на техническо усвояване. Едновременно с това трениращите се насърчават да разберат динамичните промени на обстоятелствата и състоянията (ментални и физически) при среща на двама или повече индивиди в пространство-времето. Основните движения и техники се делят на две групи – ичи и ни (номер 1 и 2) в зависимост от посоката на протичане на енергията и имат за цел да подобрят физическата укрепналост на тялото, да подобрят неговата функционалност и способност за динамично и ефективно придвижване в пространството. Основните движения и техники се преподават и усвояват под формата на ката, т.е. строго определена форма.
В Йошинкан айкидо има около 150 основни техники (кихон уаза), които се практикуват постоянно по време на тренировките. Тяхното усъвършенстване дава възможност на учениците да усвоят останалите свободни техники, чийто брой може да достигне 3000. Едновременно с това се тренира и с различни оръжия – нож, дървен меч и тояга. Както повечето стилове в айкидо и Йошинкан не приема състезанията и набляга върху индивидуалното развитие на духа и тялото. Йошинкан айкидо е едно от бойните изкуства, преподавани на Токийската полиция.
Като стил Йошинкан айкидо се стреми да запази и развие традиционния начин за постигане на ефективност - психически и физически натоварен тренировъчен процес, високи изисквания към практикуващите по отношение на етика, аналитичност и гъвкавост (ментална и физическа), спазване на йерархията (системата семпай-кохай).
Със създаването на Международната Йошинкай Айкидо Федерация през 1990 г. се наруши традиционната йерархия, което даде възможност да се разкрият множество клубове по света. Отсъствието на личен ангажимент от страна на определен инструктор към преподаваното айкидо доведе до спад в качеството и размиване на критериите за оценка и определянето на степен.
Айкидо Йошинкай България остава лоялно към традиционните ценности на будо и чрез тях се стреми към развиване на духа, традициите и ефективността на айкидо.